# Dîkiv (Zorea), Rivne
Dîkiv (în ucraineană Диків) este un sat în comuna Zorea din raionul Rivne, regiunea Rivne, Ucraina.

## Demografie
Componența lingvistică a localității Dîkiv
     Ucraineană (100%)
Conform recensământului din 2001, toată populația localității Dîkiv era vorbitoare de ucraineană (100%).